# Hecamede bocki
Hecamede bocki är en tvåvingeart som beskrevs av Wayne N. Mathis 1993. Hecamede bocki ingår i släktet Hecamede och familjen vattenflugor. Inga underarter finns listade i Catalogue of Life.